# Web Services Description Language
Web Services Description Language (WSDL) är ett XML-format för att beskriva webbtjänster och dess funktioner samt hur dessa anropas.
Tillsammans med SOAP och UDDI är WSDL en av de tre grundstenarna för webbtjänster (Web Services).

## Kritik
Flera menar att WSDL är överspecificerat och oanvändbart i praktiken och bör därför undvikas i största möjliga utsträckning.